# Penstemon
Penstemon é um género botânico pertencente à família Plantaginaceae. Tradicionalmente este gênero era classificado na família das    Scrophulariaceae.
Encontrado na América do Norte e leste da Ásia.

## Sinonímia
Apentostera, Bartramia, Leiostemon, Lepteiris, Pentstemon

## Espécies
Gênero composto por 503 espécies:

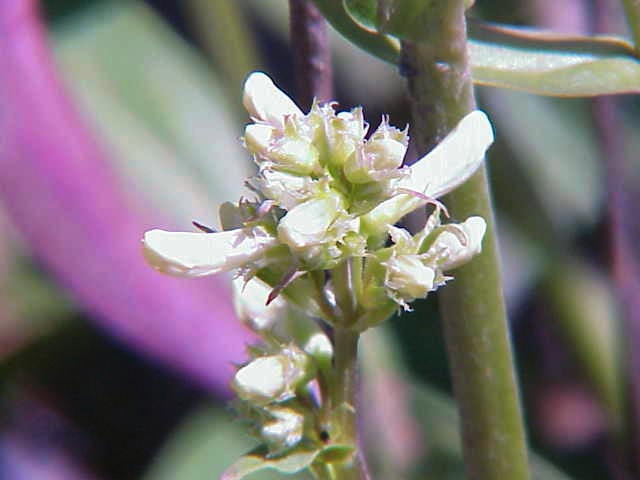
Penstemon confertus.

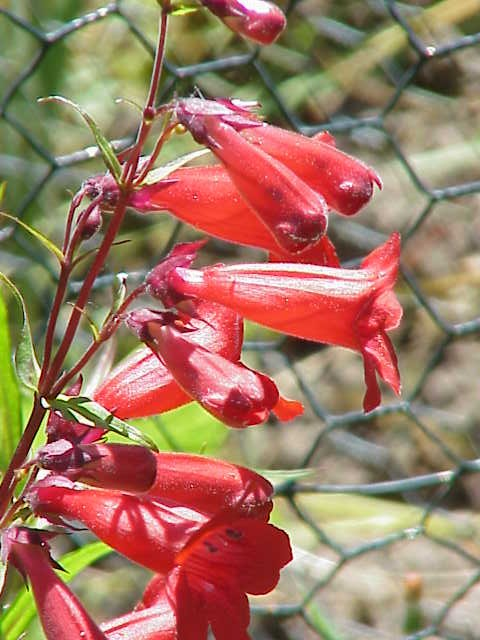
Penstemon barbatus.

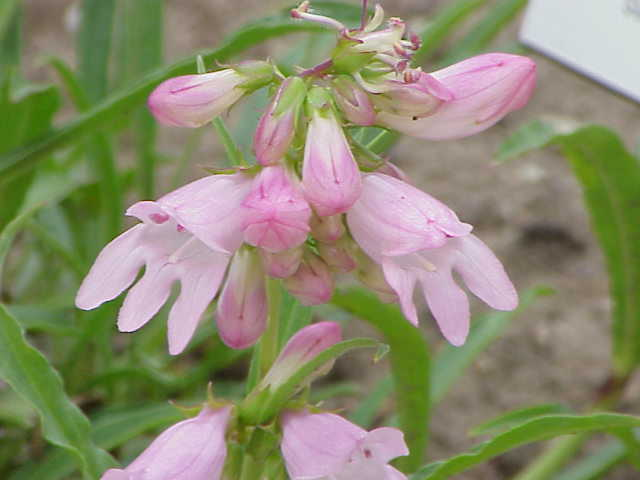
Penstemon bridgesii.

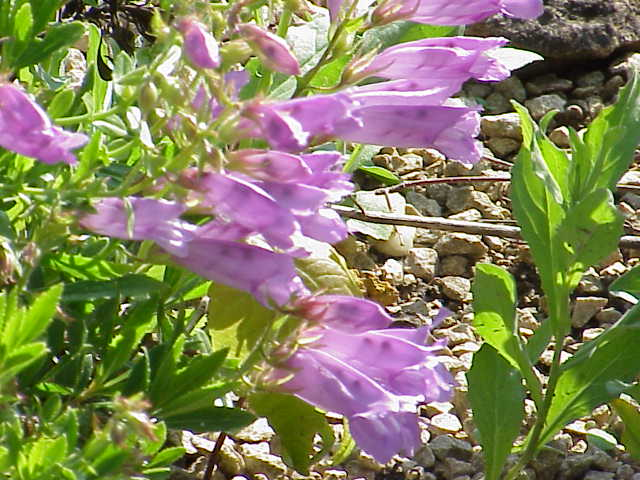
Penstemon fruticosus.

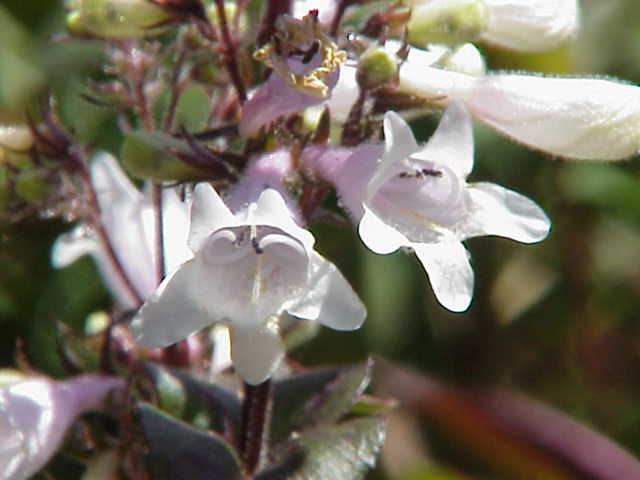
Penstemon digitalis.

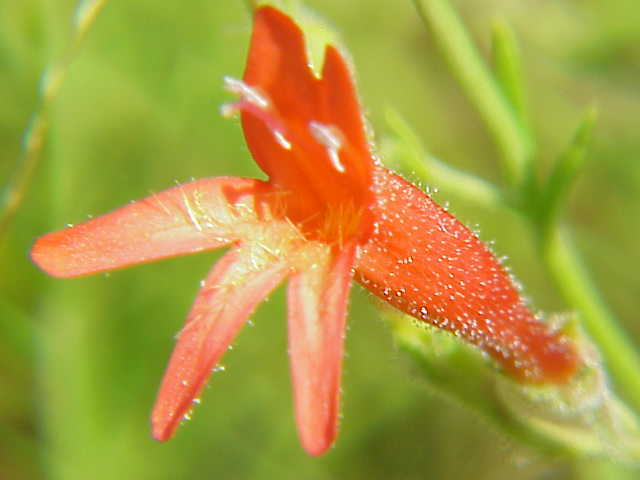
Penstemon pinifolius.

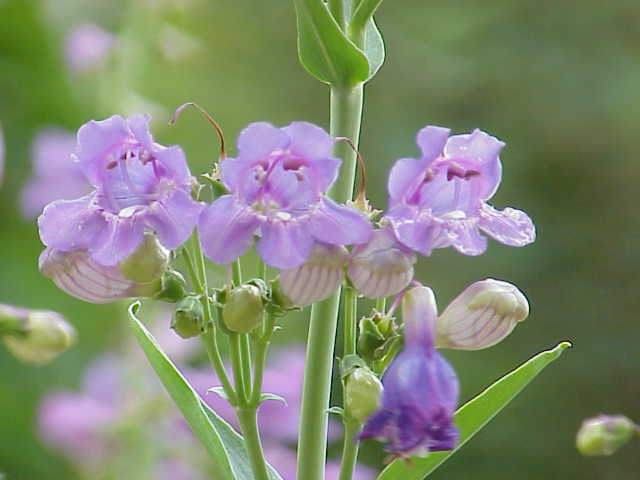
Penstemon speciosus.

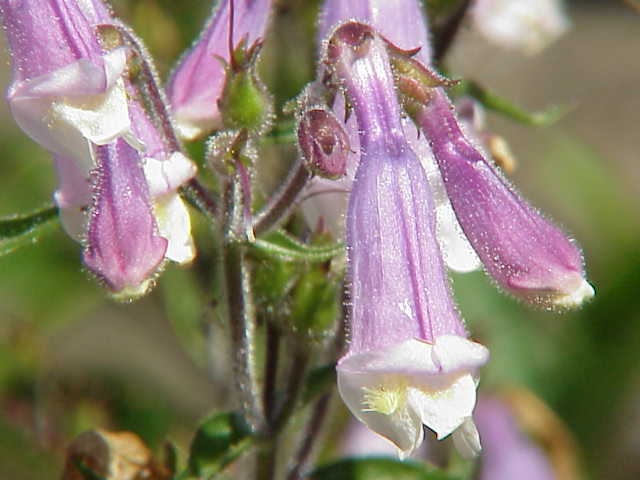
Penstemon hirsutus pubescens.

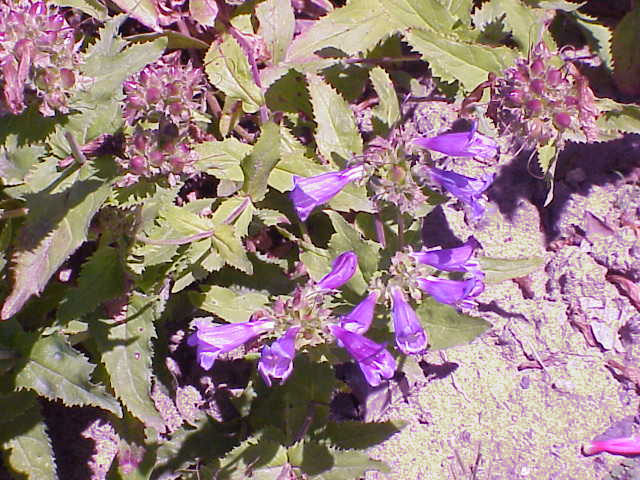
Penstemon hirsutus.

Penstemon abietinus Penstemon aboriginium Penstemon aboriginum
Penstemon absarokensis Penstemon acaulis Penstemon acuminatus
Penstemon adamsianus Penstemon aggregatus Penstemon alamosensis
Penstemon albertinus Penstemon albidus Penstemon albifloris
Penstemon albifluvis Penstemon albomarginatus Penstemon albrightii
Penstemon alpinus Penstemon alsinoides Penstemon aluviorum
Penstemon alluviorum Penstemon amabilis Penstemon ambiguus
Penstemon ammophilus Penstemon amphorellae Penstemon amplexicaulis
Penstemon amplus Penstemon angelicus Penstemon anguineus
Penstemon angustifolius Penstemon antirrhinoides Penstemon apateticus
Penstemon arenarius Penstemon arenicola Penstemon aridus
Penstemon arizonicus Penstemon arkansanus Penstemon assurgens
Penstemon attenuatus Penstemon atwoodii Penstemon auriberbis
Penstemon auricomus Penstemon austinii Penstemon australis
Penstemon azureus Penstemon baccharifolius Penstemon bakeri
Penstemon barbatus Penstemon barbatus praecox nanus Penstemon barrettae
Penstemon barrettiae Penstemon barnebyi Penstemon berryi
Penstemon bicolor Penstemon bifida Penstemon bolanius
Penstemon brachyanthus Penstemon bracteatus Penstemon bradburii
Penstemon brandegei Penstemon brandegeei Penstemon breviculus
Penstemon breviflorus Penstemon brevifolius Penstemon brevis
Penstemon brevisepalus Penstemon bridgesii Penstemon brittonorum
Penstemon brittonoruro Penstemon buckleyi Penstemon cacuminis
Penstemon calcareus Penstemon caelestinus Penstemon californicus
Penstemon calycosus Penstemon campanulatus Penstemon campanulatus var. pulchellus
Penstemon canescens Penstemon canoso Penstemon cardinalis
Penstemon cardwellii Penstemon carinatus Penstemon carnosus
Penstemon caryi Penstemon caespitosus Penstemon caudatus
Penstemon cedrosensis Penstemon centranthifolius Penstemon cephalanthus
Penstemon cephalophorus Penstemon cerrosensis Penstemon chelonoides
Penstemon chionophilus Penstemon cinerascens Penstemon cinereus
Penstemon cinicola Penstemon cleburnei Penstemon cleburni
Penstemon clevelandi Penstemon clevelandii Penstemon clutei
Penstemon cobaea Penstemon coccinatus Penstemon coccineus
Penstemon collinus Penstemon coloradoensis Penstemon colvillii
Penstemon comarrhenus Penstemon compactus Penstemon connatifolius
Penstemon concinnus Penstemon confertus Penstemon confusus
Penstemon congestus Penstemon cordifolius Penstemon corymbosus
Penstemon crandalii Penstemon crandallii Penstemon crassifolius
Penstemon crassulus Penstemon crideri Penstemon cyananthus
Penstemon crideri Penstemon cyananthus Penstemon cyanathus
Penstemon cyaneus Penstemon cyanocaulis Penstemon cyathophorus
Penstemon cynanthus Penstemon dasyphyllus Penstemon davidsonii
Penstemon dayanus Penstemon deamii Penstemon deaveri
Penstemon debilis Penstemon decurvus Penstemon degeneri
Penstemon depressus Penstemon deserticola Penstemon desertipicti
Penstemon desertorum Penstemon deustus Penstemon diffusus
Penstemon digitalis Penstemon dimorphus Penstemon diphyllus
Penstemon discolor Penstemon distans Penstemon divergens
Penstemon dolius Penstemon douglasii Penstemon dubium
Penstemon dubius Penstemon duchesnensis Penstemon eastwoodiae
Penstemon eatonii Penstemon elegantulus Penstemon ellipticus
Penstemon erianthera Penstemon eriantherus Penstemon erosus
Penstemon euglaucus Penstemon exilifolius Penstemon eximius
Penstemon exsertus Penstemon fasciculatus Penstemon fendleri
Penstemon filiformis Penstemon filisepalis Penstemon flavescens
Penstemon flaviflorus Penstemon floribundus Penstemon floridus
Penstemon flowersii Penstemon formosus Penstemon francisci
Penstemon franklinii Penstemon fremonti Penstemon fremontii
Penstemon frutescens Penstemon fruticiformis Penstemon fruticosus
Penstemon gairdneri Penstemon galloensis Penstemon garrettii
Penstemon geniculatus Penstemon gentianoides Penstemon gentianoides
Penstemon gentryi Penstemon gibbensii Penstemon glaber
Penstemon glabrescens Penstemon glandulosus Penstemon glastifolius
Penstemon glaucinus Penstemon glaucus Penstemon globosus
Penstemon gloxinioides Penstemon goodrichii Penstemon gormani
Penstemon gormanii Penstemon gracilentus Penstemon gracilis
Penstemon grahami Penstemon grandiflorus Penstemon griffinii
Penstemon grinellii Penstemon grinnellii Penstemon guadalupensis
Penstemon hallii Penstemon hansonii Penstemon harbourii
Penstemon harringtonii Penstemon hartwegii Penstemon havardi
Penstemon haydeni Penstemon helleri Penstemon henricksonii
Penstemon hesperius Penstemon heterander Penstemon heterodoxus
Penstemon heterophyllus Penstemon hians Penstemon hidalgensis
Penstemon hintonii Penstemon hirsutus Penstemon holmgrenii
Penstemon humilis Penstemon Hybride Penstemon hybridus
Penstemon idahoensis Penstemon immanifestus Penstemon incanus
Penstemon incertus Penstemon inflatus Penstemon interruptus
Penstemon intonsus Penstemon isophyllus Penstemon jacintensis
Penstemon jaffrayanus Penstemon jamesii Penstemon janishiae
Penstemon jonesii Penstemon keckii Penstemon kennedyi
Penstemon kingii Penstemon kleei Penstemon kunthi
Penstemon labrosus Penstemon lacerellus Penstemon laricifolius
Penstemon lassenianus Penstemon latifolius Penstemon latiusculus
Penstemon laetus Penstemon laevigatus Penstemon laevis
Penstemon laxiflorus Penstemon laxus Penstemon leiophyllus
Penstemon lemhiensis Penstemon lemmonii Penstemon lentus
Penstemon leonardi Penstemon leonardii Penstemon leonensis
Penstemon leptanthus Penstemon leptophyllus Penstemon leucanthus
Penstemon lewisii Penstemon lilacinus Penstemon linarioides
Penstemon linearifolius Penstemon lineolatus Penstemon longiflorus
Penstemon luteus Penstemon lyalli Penstemon lyallii
Penstemon macbridei Penstemon macranthus Penstemon magnus
Penstemon maguirei Penstemon marcusii Penstemon mensarum
Penstemon menziesii Penstemon metcalfei Penstemon micranthum
Penstemon micranthus Penstemon microphylla Penstemon microphyllus
Penstemon militaris Penstemon miniatus Penstemon minidokanus
Penstemon minor Penstemon mirus Penstemon miser
Penstemon modestus Penstemon moffatii Penstemon mohinoranus
Penstemon monoensis Penstemon montanus Penstemon moriahensis
Penstemon moronensis Penstemon mucronatus Penstemon multicaulis
Penstemon multiflorus Penstemon munzii Penstemon nanus
Penstemon navajoa Penstemon nelsonae Penstemon nemorosus
Penstemon neomexicanus Penstemon neotericus Penstemon newberryi
Penstemon nitidus Penstemon nyeensis Penstemon obtusifolius
Penstemon occiduus Penstemon oklahomensis Penstemon oliganthus
Penstemon ophianthus Penstemon oreganus Penstemon oreocharis
Penstemon oreophilus Penstemon osterhoutii Penstemon ovatus
Penstemon owenii Penstemon pachyphyllus Penstemon pahutensis
Penstemon pallescens Penstemon pallidus Penstemon palmeri
Penstemon palustris Penstemon pandus Penstemon paniculatus
Penstemon papillatus Penstemon parishii Penstemon parviflorus
Penstemon parvulus Penstemon parvus Penstemon parryi
Penstemon patens Penstemon patricus Penstemon pauciflorus
Penstemon payetensis Penstemon paysonii Penstemon paysoniorum
Penstemon peckii Penstemon peduncularis Penstemon peirsoni
Penstemon pennellianus Penstemon penlandii Penstemon pentstemon
Penstemon perfoliatus Penstemon perpulcher Penstemon personatus
Penstemon petiolatus Penstemon phlogifolius Penstemon pickettii
Penstemon piliferus Penstemon pilosigulatus Penstemon pinetorum
Penstemon pinifolius Penstemon pinorum Penstemon plagapineus
Penstemon platyphyllus Penstemon plummerae Penstemon potosinus
Penstemon pratensis Penstemon pringlei Penstemon procerus
Penstemon procumbens Penstemon productus Penstemon propinquus
Penstemon pruinosus Penstemon pseudohumilis Penstemon pseudoparvus
Penstemon pseudoprocerus Penstemon pseudoputus Penstemon pseudospectabilis
Penstemon puberulentus Penstemon puberulus Penstemon pubescens
Penstemon pudicus Penstemon pulchellus Penstemon pumilus
Penstemon punctatus Penstemon puniceus Penstemon purpusi
Penstemon purpusii Penstemon putus Penstemon pygmaea
Penstemon radicosus Penstemon ramaleyi Penstemon ramosus
Penstemon rattani Penstemon rattanii Penstemon recurvatus
Penstemon regalis Penstemon retrorsus Penstemon rex
Penstemon rhizomatosus Penstemon richardsonii Penstemon riparius
Penstemon roseacampanulatus Penstemon roseus Penstemon rostriflorus
Penstemon rothrockii Penstemon rotundifolius Penstemon roezli
Penstemon roezlii Penstemon rubicundus Penstemon rupicola
Penstemon rydbergii Penstemon sagittatus Penstemon saliens
Penstemon saltarius Penstemon saxosorum Penstemon scabridus
Penstemon scapoides Penstemon scariosus Penstemon schaffneri
Penstemon scoparius Penstemon scouleri Penstemon scrophularioides
Penstemon secundiflorus Penstemon seorsus Penstemon sepalulus
Penstemon serratus Penstemon serrulatus Penstemon shantzii
Penstemon shastensis Penstemon shockleyi Penstemon similis
Penstemon skutchii Penstemon smallii Penstemon sonomensis
Penstemon spathulatus Penstemon spatulatus Penstemon speciosus
Penstemon spectabilis Penstemon spinulosus Penstemon stenophyllus
Penstemon stenosepalus Penstemon stephensi Penstemon strictiformis
Penstemon strictus Penstemon subglaber Penstemon subserratus
Penstemon subulatus Penstemon sudans Penstemon suffrutescens
Penstemon sulphurascens Penstemon superbus Penstemon taosensis
Penstemon tenuiflorus Penstemon tenuis Penstemon tepicensis
Penstemon ternatus Penstemon teucrioides Penstemon thompsoniae
Penstemon thurberi Penstemon tidestromii Penstemon tiehmii
Penstemon tinctus Penstemon tolmiei Penstemon torreyi
Penstemon tracyi Penstemon trichander Penstemon triflorus
Penstemon triphyllus Penstemon truncatus Penstemon tubaeflorus
Penstemon tusharensis Penstemon tweedyi Penstemon uintahensis
Penstemon unilateralis Penstemon utahensis Penstemon vaccarifolius
Penstemon variabilis Penstemon vaseyanus Penstemon venosus
Penstemon venustus Penstemon veronicaefolius Penstemon versicolor
Penstemon violaceus Penstemon virens Penstemon virgatus
Penstemon vizcainensis Penstemon vulcanellus Penstemon wardi
Penstemon washingtonensis Penstemon washoensis Penstemon watsonii
Penstemon wherryi Penstemon whippleanus Penstemon whitedii
Penstemon wilcoxii Penstemon wisconsinensis Penstemon wislizeni
Penstemon wislizenii Penstemon woodsii Penstemon wrightii
Penstemon xylus Penstemon yampaensis Penstemon Hybriden

## Nome e referências
Penstemon Mitch.